# سيان بروكتور
سيان هايلي «ليو» بروكتور (28 مارس 1970، هاغاتنا، غوام) هي رائدة فضاء تجارية أمريكية، وأستاذة في الجيولوجيا وفنانة ومؤلفة ومروجة للعلوم. أصبحت أول امرأة تقود سفينة فضاء تجارية في رحلة الفضاء المدارية المدنية بالكامل، إنسبايريشن 4، في 15 سبتمبر 2021. وباعتبارها قائدة كبسولة الفضاء كرو دراجون التابعة لشركة سبيس إكس في المهمة، فقد أصبحت أول امرأة أمريكية من أصل أفريقي تقود مركبة فضائية. كانت أيضًا مسؤولة التوعية التعليمية في أول مهمة تناظرية ومحاكاة لاستكشاف الفضاء في هاواي (HI-SEAS).
بروكتور هي رائدة في الدورية الجوية المدنية حيث تعمل كمسؤولة تعليم طيران في فرع أريزونا.

## حياتها وتعليمها
وُلدت سيان بروكتور في 28 مارس 1970 في هاجاتنيا، غوام، لإدوارد لانجلي بروكتور جونيور وغلوريا ديلوريس. كان والدها مهندسًا في شركة سبيري يونيفاك ويعمل في وكالة ناسا في المحطة الأرضية البعيدة في غوام خلال عصر أبولو. هي الأصغر بين أربعة أطفال، ولها شقيقان، إدوارد لانجلي بروكتور الثالث وكريستوفر بروكتور، وأختها روبين سيلينت. بعد الهبوط على سطح القمر، انتقلت عائلة بروكتور إلى مينيسوتا ثم إلى ولايات شمالية شرقية مختلفة كلما قام والدها بتغيير وظيفته. انتقلت عائلتها إلى فيربورت، نيويورك، عندما كانت في الرابعة عشرة من عمرها حيث تخرجت لاحقًا من مدرسة فيربورت الثانوية.
درست في جامعة ولاية أريزونا، حيث حصلت على شهادة البكالوريوس في العلوم البيئية ثم درجة الماجستير في الجيولوجيا عام 1998. وفي عام 2006 حصلت على درجة الدكتوراه في تعليم العلوم. في نفس العام، حصلت بروكتور على رخصة طيران.
هي عضو في جمعية مستكشفي الفضاء. بالإضافة إلى ذلك، اختيرت في ديسمبر 2022 كعضو في المجموعة الاستشارية للمستخدمين التابعة للمجلس الوطني للفضاء. كجزء من تدريبها كطيار لرحلة إنسبايريشن 4، تدربت على طائرة سيسنا ستيشن جيت سي. جاي. 3 و(بإرشاد الطيار المخضرم إسحاقمان) على طائرة ميج 29.
في عام 2022 حصلت على الدرجة الدكتوراه الفخرية في الآداب الإنسانية من جامعة ماساتشوستس لويل.
في عام 2023 شاركت في المعسكر الفضائي سبيس 2101 في جامعة الملك عبد الله للعلوم والتقنية.

## حياتها المهنية كرائدة فضاء

### اختيار ناسا لرواد الفضاء عام 2009
وصلت بروكتور إلى المرحلة النهائية في عملية اختيار رواد الفضاء التابعة لناسا عام 2009. كانت واحدة من 47 متأهلًا للتصفيات النهائية من ضمن أكثر من 3500 متقدم. مع ذلك، خلال الجولة النهائية، لم تكن ضمن رواد الفضاء التسعة الذين اختيروا للانضمام لناسا عام 2009.

### رائدة فضاء تجارية خلال مهمة إنسبايريشن 4
اختيرت كطيار لمهمة كرو دراجون إنسبايريشن 4، التي أُطلقت في 15 سبتمبر 2021.  حصلت على مقعد بروسبيريتي بعد فوزها في مسابقة رواد الأعمال. أثناء التدريب على الطيران تلقت إشارة النداء ليو.
انضم إليها جاريد إيزكمان وهايلي أرسينو وكريس سيمبروسكي، في أول مهمة فضائية بشرية مدنية بالكامل. في أغسطس 2021 ظهرت على غلاف مجلة تايم مع بقية طاقم إنسبايريشن 4.

## مهنتها في ترويج العلوم

### (2013) HI-SEAS
عملت بروكتور كمسؤولة تعليم وتوعية في مهمة هاواي لاستكشاف الفضاء التناظري والمحاكاة (HI-SEAS) الممولة من وكالة ناسا. كان الغرض من المهمة هو دراسة استراتيجيات الغذاء لرحلات الفضاء طويلة الأمد والبعثات إلى القمر أو المريخ.
أثناء المحاكاة التي استمرت أربعة أشهر، عُينت بروكتور من قبل مجلة Discover كمصورة لمقالة كيت جرين المُسمى Simulating Mars on Earth. قامت أيضًا بتصوير سلسلة Meals for Mars على يوتيوب أثناء وجودها في محاكاة المريخ.